# Cinque Nazioni 1970
Il Cinque Nazioni 1970 (in inglese 1970 Five Nations Championship; in francese Tournoi des Cinq Nations 1970; in gallese Pencampwriaeth y Pum Gwlad 1970) fu la 41ª edizione del torneo annuale di rugby a 15 tra le squadre nazionali di Francia, Galles, Inghilterra, Irlanda e Scozia, nonché la 76ª in assoluto considerando anche le edizioni dell'Home Nations Championship.
Nella storia del torneo si ebbe la quindicesima condivisione del titolo finale, nell'occasione tra Francia, tornata al successo dopo il Cucchiaio dell'anno scorso, e il Galles campione uscente, rispettivamente alla nona e venticinquesima affermazione complessiva.
Nella penultima partita di torneo il Galles, battendo la Francia a Cardiff, le impedì la possibilità di realizzare il Grande Slam e si portò in testa di due punti; nel successivo incontro la stessa Francia batté a Colombes l'Inghilterra appaiando così i Dragoni in cima alla classifica finale (e relegando gli inglesi all'ultimo posto).
Il valore delle marcature, come stabilito dall’IRFB nel 1948, era: 3 punti per ciascuna meta (5 se trasformata), 3 punti per la realizzazione di ciascun calcio piazzato, mark o drop.

## Nazionali partecipanti e sedi
| Squadra     | Città     | Impianto interno      |
| ----------- | --------- | --------------------- |
| Francia     | Colombes  | Stadio Yves du Manoir |
| Galles      | Cardiff   | Arms Park             |
| Inghilterra | Londra    | Twickenham            |
| Irlanda     | Dublino   | Lansdowne Road        |
| Scozia      | Edimburgo | Murrayfield           |

## Risultati
| Arbitro: | Larry Lamb |

|            |      |           |
| I. Smith   | mt   | Dauga Lux |
|            | tr   | Pariès    |
| Lauder (2) | c.p. |           |
|            | drop | Pariès    |

| Arbitro: | Johnny Johnson |

|           |      |  |
| Sillières | mt   |  |
| Pariès    | tr   |  |
| Pariès    | drop |  |

| Arbitro: | Paddy d'Arcy |

|                               |      |           |
| Daniel Dawes Llewelyn, Morris | mt   | Robertson |
| Daniel G. Edwards (2)         | tr   |           |
|                               | c.p. | Lauder    |
|                               | drop | Robertson |

| Arbitro: | Tony Lewis |

|            |      |         |
| Shackleton | mt   |         |
|            | c.p. | Kiernan |
| Hiller (2) | drop |         |

| Arbitro: | Johnny Johnson |

|               |      |                                             |
| Duckham Novak | mt   | M. Davies Hopkins B. John J. P. R. Williams |
| Hiller (2)    | tr   | J. P. R. Williams                           |
| Hiller        | c.p. |                                             |

| Arbitro: | Charles Durand |

|                                |      |                 |
| W. Brown Gibson Goodall Molloy | mt   | Lauder M. Smith |
| Kiernan (2)                    | tr   | I. Smith        |
|                                | drop | Robertson       |

| Arbitro: | Larry Lamb |

|                |      |  |
| Duggan Goodall | mt   |  |
| Kiernan        | tr   |  |
| Kiernan        | c.p. |  |

| Arbitro: | Meirion Joseph |

|               |      |         |
| Biggar Turner | mt   | Spencer |
| P. Brown      | tr   |         |
| P. Brown      | c.p. |         |

| Arbitro: | Kevin Kelleher |

|                       |      |               |
| Morris                | mt   | Bonal Cantoni |
| J. P. R. Williams     | tr   |               |
| J. P. R. Williams (2) | c.p. |               |

| Arbitro: | Ken Jones |

|                                             |      |                |
| J.L. Bérot Bonal Bourgarel Dauga Lux Trillo | mt   | Spencer Taylor |
| Villepreux (4)                              | tr   | Jorden (2)     |
| Villepreux                                  | c.p. | Jorden         |
| Bérot Villepreux                            | drop |                |

## Classifica
| Pos | Squadra     | G | V | N | P | PF | PS | DP  | Pt |
| --- | ----------- | - | - | - | - | -- | -- | --- | -- |
| 1   | Francia     | 3 | 3 | 0 | 0 | 60 | 33 | +27 | 6  |
| 2   | Galles      | 3 | 3 | 0 | 0 | 46 | 42 | +4  | 6  |
| 3   | Irlanda     | 2 | 2 | 0 | 0 | 33 | 28 | +5  | 4  |
| 4   | Scozia      | 1 | 1 | 0 | 0 | 43 | 50 | −7  | 2  |
| 5   | Inghilterra | 1 | 1 | 0 | 0 | 40 | 69 | −29 | 2  |